# Museumsverbund Ostfriesland
Der Museumsverbund Ostfriesland ist ein Zusammenschluss von 16 Museen, gemeinsam mit ihren Standortkommunen, in der gleichnamigen Region. Vorsitzende des Verbundes ist Anke Kuczinski, die Leiterin des Museums „Leben am Meer“ und des August-Gottschalk-Hauses in Esens. Geschäftsführerin ist Nina Hennig.

## Geschichte
Der Museumsverbund wurde im Jahre 1989 als nicht eingetragener Verein gegründet. 1999 wurde er in die Ostfrieslandstiftung der Ostfriesischen Landschaft integriert. 2001 initiierte der Verbund das Projekt Museumsverbund Ostfriesland Inventarisierungs-Netzwerk (M.O.I.N.) sowie (2004–2007) das Anschlussprojekt „SAMMELN!“. Ziel war die einheitliche Erfassung und Dokumentation von Sammlungsbeständen. Im Frühjahr 2003 wurde daraufhin die erste Version der Ostfriesischen Objektdatenbank an die beteiligten Museen herausgeben. Dafür wurde der Verbund mit dem Museumspreis der Niedersächsischen Sparkassenstiftung 2003 für beispielhafte Dokumentations- und Vermittlungsarbeit ausgezeichnet.

## Aufgaben und Ziele
Der Museumsverbund Ostfriesland vereint 16 Museen mit unterschiedlichen Sammlungsschwerpunkten. Die Mitglieder koordinieren ihre Inhalte, pflegen eine gemeinsame Datenbank und tauschen sich regelmäßig aus. Die Geschäftsstelle übernimmt die Koordination, organisiert Fortbildungen, berät in Fachfragen und initiiert gemeinsame Projekte wie Ausstellungen.
Der Museumsverbund will die Zusammenarbeit aller Häuser fördern und setzt sich für eine Qualitätsverbesserung ein. Ein weiteres Ziel ist die vollständige Inventarisierung der Häuser, die Erstellung von Sammlungskonzepten, sowie deren Zertifizierung. Mehrfach wurden vom Museumsverbund Gemeinschaftsausstellungen aller beteiligten Häuser organisiert, so Als Friesen Preußen waren im Jahr 1997 oder die an das Themenjahr 2010 Abenteuer Wirklichkeit gekoppelte Schau Schein und Sein.
Gemeinsam mit der „Federatie van Musea en Oudheidskamers in Drenthe, Groningen en Friesland“, dem Landkreis Emsland und der Oldenburgischen Landschaft gibt der Museumsverbund Ostfriesland einmal jährlich ein grenzüberschreitendes MuseumMagazin heraus.

## Mitglieder
Im Verbund haben sich 16 Museen zusammengeschlossen. Acht davon werden hauptamtlich geführt und acht ehrenamtlich geleitet. Der Beitrag der Häuser richtet sich nach den Einnahmen. Mitglieder sind:
| - Historisches Museum Aurich - Mühlenfachmuseum Stiftsmühle Aurich - Ostfriesisches Landwirtschaftsmuseum, Campen - Deutsches Sielhafenmuseum Carolinensiel - August-Gottschalk-Haus, Esens - Museum „Leben am Meer“, Esens - Ostfriesisches Schulmuseum Folmhusen - Küstenmuseum Juist | - Heimatmuseum Leer - Ostfriesisches Teemuseum, Norden - bade~museum norderney/Galerie Hans Trimborn - Burgmuseum Pewsum - Mühlenmuseum Pewsum - Fehn- und Schiffahrtsmuseum, Westrhauderfehn - Landarbeitermuseum Suurhusen - Heimatmuseum Rheiderland, Weener |